# Selters (Westerwald)
Selters (Westerwald) – miasto w Niemczech, w kraju związkowym Nadrenia-Palatynat, w powiecie Westerwald, siedziba gminy związkowej Selters (Westerwald). Leży między Koblencją a Siegen nad rzeką Saynbach. Liczy 2 757 mieszkańców (2010).
Po raz pierwszy wzmiankowana w XII wieku. jako Saltres. Do czasów II wojny światowej zamieszkana przez większą społeczność żydowską.

## Osoby urodzone w Selters (Westerwald)
- John Peter Altgeld (1847–1902) – gubernator Illinois
- Dominik Schwaderlapp (ur. 1967) – biskup pomocniczy biskupstwa Kolonii
- Dieter Stoodt (ur. 1927) – profesor teologii
- Roland Walter (ur. 1934) – geolog